# Власенко В'ячеслав Вікторович
В'ячесла́в Ві́кторович Вла́сенко — український військовик, полковник Збройних сил України, командир 46-го окремого штурмового батальйону «Донбас» (з 2015). Начальник штабу 2-го батальйону спецпризначення НГУ «Донбас» (2014), учасник російсько-української війни.

## З життєпису

### Російсько-українська війна
Взимку 2014-го прийшов до військкомату, але йому відмовили у зарахуванні на службу. Після цього звернувся до «Руху опору» Юлії Тимошенко, проте зробив висновок, що батальйон не планують залучати до безпосередніх бойових дій на сході, тому зібрав близько 40 однодумців і поїхав в добровольчий батальйон «Донбас».
Брав безпосередню участь у формуванні батальйону «Донбас» у складі Національної Гвардії України, починаючи з табору «Дружба» під Покровським і у подальшому на колишній базі «Беркута» МВС в Нових Петрівцях, що під Києвом.[джерело?]
Влітку 2014 року В'ячеслав Власенко, будучи начальником штабу, брав участь в плануванні бойових операцій в містах та селищах Артемівськ, Мар'янка, Спартак, Ясинувата, звільненні міст Попасна та Іловайськ.[джерело?]
17 серпня підполковник Власенко в складі 203 чоловік батальйону «Донбас» виїхав у Іловайськ, де безпосередньо керував операцією. Організовував зачистки позицій оборони противника, налагодив взаємодію з підрозділами Збройних Сил України та штабом АТО. Під його керівництвом перебували додані підрозділи ЗСУ, «Дніпро», «Миротворець», «Світязь», «Івано-Франківськ». Налагодив зв'язок з артилерією, організовував евакуацію поранених, постачання продовольства і медикаментів. 29 серпня 2014 року виходив, по так званому «зеленому коридору», попереду батальйону. Вийшов з Іловайського котла через полон.[джерело?]
З січня 2015 року — командир новоствореного 46-го окремого батальйону спеціального призначення «Донбас-Україна» у складі Збройних сил України, до складу якого увійшла значна кількість військовослужбовців з 2-го батальйону спецпризначення НГУ «Донбас».
В квітні 2022-го звільнений з посади командира 110-ї бригади територіальної оборони у зв'язку з численними наріканнями військовослужбовців бригади. Колони ворожої бронетехніки бійці тероборони мусили зустрічати лише стрілецькою зброєю, що призвело до значних втрат .

## Звання
- підполковник (на 2015)[5]
- полковник (на 2017)[6][7]

## Нагороди
- Орден Богдана Хмельницького II ступеня (5 грудня 2019) — за особисті заслуги у зміцненні обороноздатності Української держави, мужність і самовіддані дії, виявлені у захисті державного суверенітету та територіальної цілісності України, зразкове виконання військового обов'язку.[8]
- Орден Богдана Хмельницького III ступеня (3 листопада 2015) — за особисту мужність і високий професіоналізм, виявлені у захисті державного суверенітету та територіальної цілісності України, вірність військовій присязі.[5]

### Інтерв'ю
- Рощенко, Олена (25 жовтня 2017). Полковник ЗСУ: Під Радою не батальйон «Донбас», а «тітушки» Семенченка. pravda.com.ua. Українська правда. Архів оригіналу за 25 жовтня 2017. Процитовано 26 жовтня 2017.
- Михайло Глуховський, Комбат «Донбасу» В'ячеслав Власенко: Семенченко використовує наш бренд — закупив 700 футболок та кепок і роздає всім підряд [Архівовано 27 вересня 2019 у Wayback Machine.] // glavcom.ua, 4 грудня 2017